# Auferstehung (Album)
Auferstehung ist das 2004 veröffentlichte, dritte Studioalbum der deutschen Band Janus. Die einzelnen Stücke sind durch einen thematischen roten Faden verbunden. Inhaltlicher Kern aller Stücke sind traumatische Ereignisse und ihre Wirkung auf die menschliche Psyche, mit einem Schwerpunkt auf weibliche Protagonistinnen.

## Inhalt
Entgegen einer verbreiteten Meinung, Auferstehung sei insgesamt als Konzeptalbum über die einzig namentlich genannte Figur Paula angelegt, beschreibt Sänger Dirk Riegert den inhaltlichen roten Faden des Albums als allgemeiner:

„Es ist schwer zu sagen wie diese Kontinuität der Geschichte entstanden ist. Es war nicht so gedacht, dass das da eine Person ist, um die sich die Handlung dreht. Es kommt aber so rüber und viele Leute interpretieren es so, worüber ich ziemlich erstaunt war. Eine Interpretation ist beispielsweise, dass die Songs, Paula einmal am Anfang und dann am Ende darstellen… So war das aber nie beabsichtigt. Wir wollten die Lieder nur sinnvoll ordnen. Ich habe bis dahin nie damit gerechnet, dass die Leute da einen roten Faden sehen.“

Nahezu alle Texte seien entgegen den früheren Veröffentlichungen, Vater und Schlafende Hunde, schwerpunktmäßig auf Frauen bezogen. Kern aller Titel seien dabei menschliche Grenzsituationen sowie Traumatisierungen sowie die Identitätssuche und -findung.

„Traumatische Ereignisse, wie z. B. der Tod eines geliebten Menschen in „Du siehst aus wie immer“ oder der Alptraum eines dunklen Familiengeheimnisses in „Überleben“ sind die größte Gefahr für unsere zerbrechliche geistige Gesundheit. Auf dieser Grenze zwischen Wahnvorstellung und Überlebenswillen bewegen sich alle Texte von „Auferstehung“.“

Riegert beschreibt den Titel Paulas Spiel, welcher schon lange vor dem Album existierte, als kreative Keimzelle des Albums, um welche herum weitere inhaltlich ähnliche Stücke arrangiert wurden. Nach dieser inhaltlichen Entscheidung beschlossen Janus dem Album das Kafkazitat Wenn Du vor mir stehst voran zu setzen:

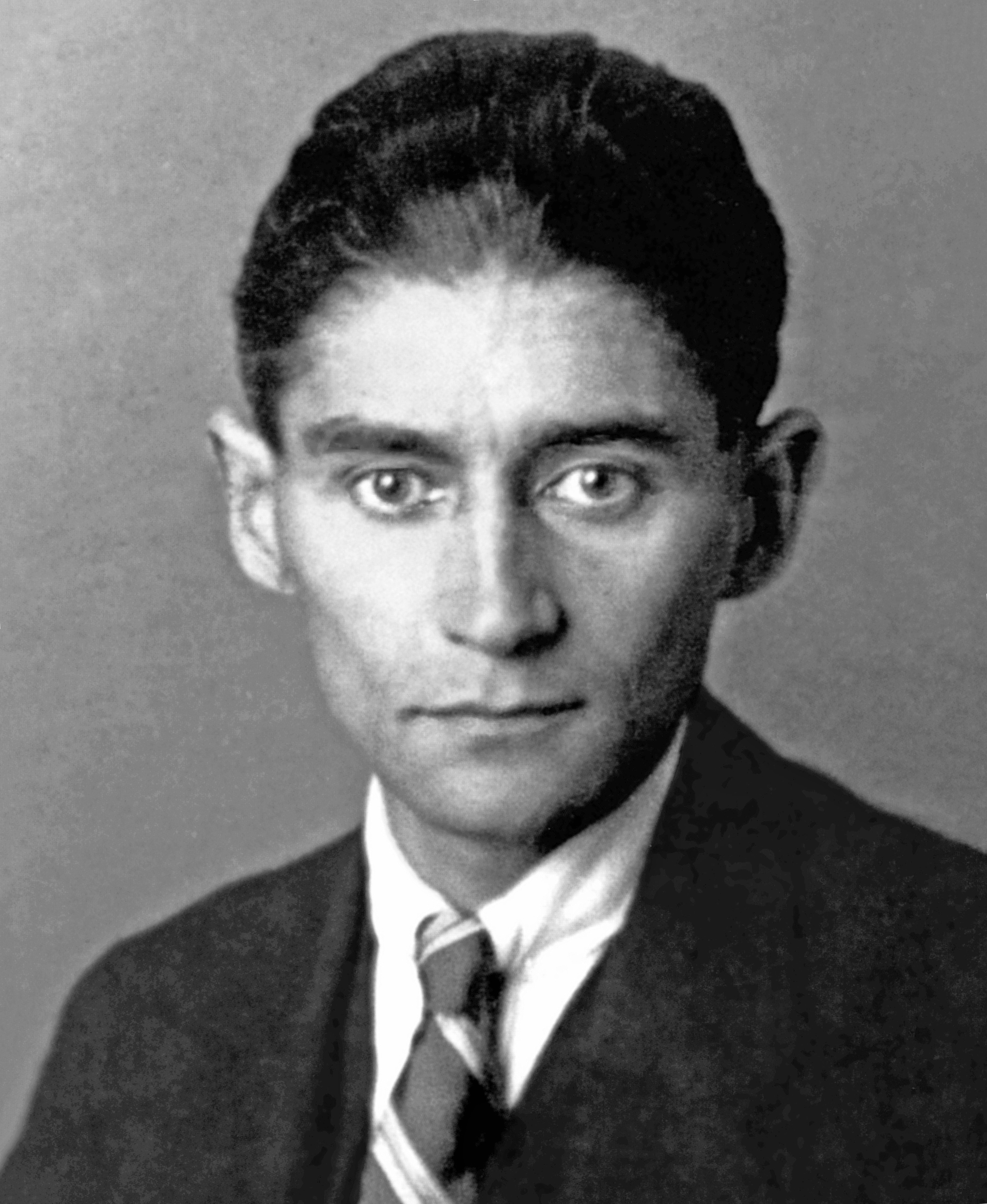
Kafka (1923)

„Wenn Du vor mir stehst und mich ansiehst, was weißt Du von den Schmerzen, die in mir sind, und was weiß ich von den Deinen. Und wenn ich mich vor Dir niederwerfen würde und weinen und erzählen, was wüßtest Du von mir mehr als von der Hölle, wenn Dir jemand erzählt, sie ist heiß und fürchterlich. Schon darum sollten wir Menschen vor einander so ehrfürchtig, so nachdenklich, so liebend stehn wie vor dem Eingang zur Hölle.“

Riegert erklärt hierzu, dass seines Erachtens der rote Faden von Auferstehung durch das Zitat „überaus kraftvoll zusammengefasst wird“.
Das Kafkazitat sollte zuerst den Liedtexten im Booklet vorweg gesetzt sein. Später beschloss die Band jedoch den Text, leicht verändert, orchestral untermalt durch den Radiomoderator und Hörspielsprecher Jürgen Neumann vortragen zu lassen.
Nahezu alle weiteren Stücke thematisieren Frauenschicksale, entweder aus auktorialer Erzählperspektive (Paulas Spiel, Die Tage werden enger, Paulas Traum) oder aus der Sicht eines nahestehenden männlichen Ich-Erzählers (Ich will seinen Kopf, Scherbengesicht, Neunundachtzig, Überleben, Auferstehung).
Dieser rote Faden wird jedoch mit dem Stück Du siehst aus wie immer, welches einen Krankenbesuch bei einem sterbenden Freund umschreibt, gebrochen. Auch in dieser Geschichte findet sich eine Frau wieder; doch leitet die Begegnung mit der Ehefrau des Patienten und ihrer Trauer den Titel nur ein. Ihre Rolle nimmt im weiteren Verlauf des Stücks an Bedeutung ab, sodass das Stück sich mit dem Beginn der dritten Strophe der direkten Auseinandersetzung mit den Gedanken und Gefühlen des Ich-Erzählers auseinandersetzt:
Die Welt ohne dich, der Gedanke entgleitet mir.

So nah und doch eine fremde Welt.

Wir haben nie gelernt,

den anderen zu halten, wenn er fällt.

Wir klammern uns ans Schweigen

wie an einen Hoffnungsschimmer,

und wir tanzen unseren Reigen

Lass nicht los.

– Dirk Riegert – Du siehst aus wie immer
Nach Riegert stellt das Stück, trotz des inhaltlichen Bruchs das „ideale Bindeglied zwischen der Aufbruchsstimmung am Ende von Überleben und dem Abgesang im Titelsong dar.“

## Stil
Das Album wird vornehmlich der Neuen Deutschen Härte zugeordnet. Daneben nutzt die Band eine Vielzahl weiterer Musikstile und arrangiert z. B. den Titel Scherbengesicht um Big-Beat-Rhythmen oder wartet mit massiven orchestrale Arrangement im Titelstück Auferstehung auf.
Beinahe alle Stücke wurden mit einer Fülle von Gast- und Studiomusikern eingespielt. Lediglich Neunundachtzig, welches am Tag des endgültigen Abmischens entstand, ist allein von Tobias Hahn und Dirk Riegert eingespielt worden.

## Kleine Ängste
Kurz vor der endgültigen Fertigstellung des Albums und nach drei Jahren Arbeit an Auferstehung äußerte Trisol den Wunsch eine Bonus-CD zu veröffentlichen. Janus hingegen wollten keine schnell produzierte Veröffentlichung und konnten sich nicht mit dem Gedanken einer einfachen Bonus-CD anfreunden.

„Ein paar Remixe, Live Bootlegs und unveröffentlichte Demos schienen uns wenig verlockend.“

Nachdem sich jedoch Oliver Graute vom Rollenspielverlag Feder & Schwert mit einer entsprechenden Bitte an die Band wandte, änderte sich die Einstellung der Band zur Veröffentlichung einer Bonus-CD. Graute, welcher für das Layout der gesamten CD verantwortlich zeichnete, bat die Band, einige Lieder zur Veröffentlichung des damals bei Feder & Schwert neu verlegten Rollenspiels Kleine Ängste zu verfassen.

„Ein paar Wochen und waghalsige Ideen später, hatten wir sieben komplett neue Lieder, die eine von mir geschriebene Geschichte zu KLEINE ÄNGSTE vertonten und einige hervorragende Zeichnungen von Oliver Schlemmer, die zusammen mit den Liedern und der Story in bester JANUS Tradition eine Einheit bilden.“

Die Bonus-CD Kleine Ängste lag, inklusive eines 28-seitigen Booklets, auf ca. 3000 Stück limitiert der Erstauflage des Albums Auferstehung bei. Als weiteren Bonus veröffentlichte die Band die Geschichte hinzukommend als eine auf 666 Stück limitierte CD. In dieser Version, die nur über die bandeigene Internetpräsenz zu erwerben war, erschien die Geschichte als ein von Reinhard Schulat-Rademacher gesprochenes Hörbuch.

## Artwork
Die gesamte kreative Gestaltung oblag dem italienischen Künstler Alessandro Bavari, welcher bereits für die kreative Gestaltung des the Tea Party Albums The Interzone Mantras verantwortlich war. Sein Bild Nuove Progenie inspirierte Dirk Riegert ihm die Gestaltung des Albums zu übertragen.
Oliver Schlemmer, der bereits die Gestaltung der vorangegangenen Alben Vater und Schlafende Hunde übernommen hatte, trug zur Gestaltung des Hörbuchs bei. Das Cover zu Kleine Ängste hat Schlemmer gemeinsam mit Marko Djurdjevic erstellt. Für die kompletten Layouts und Schriften schließlich zeichnete Oliver Graute von Feder & Schwert verantwortlich.

## Kritik
Lars Schubert vom Musikmagazin DNA Six nennt Auferstehung „eine Achterbahnfahrt durch den menschlichen Gefühlskosmos, der nicht selten unter Tage zu spielen scheint.“
Peter Sailer gab im Musikmagazin Orkus 10 von 10 möglichen Punkten für das Album und nennt es das „perfekte Zusammenspiel von Musik und Text“ und „einen finsteren Trip, der einerseits zwar schwer auf der Seele lastet, auf der anderen Seite aber ebenso kraft- wie gefühlvoll ist.“ Sailer ergänzte die Kritik für das Magazin Zillo und hob hier die Texte hervor. Sie gehörten zu dem Besten, in dem thematischen Zusammenhang des Albums und seien „zugleich direkt und treffend und metapherhaft und verschleiert“
Thorsten Kübler vom Magazin Sonic Seducer fasst das Album zusammen und bezeichnet es als „[e]igenständig und über jeden Zweifel erhaben“.